# Éditions G.L. Kouzmine et S.D. Dolinsky
 (décembre 2023).
La mise en forme du texte ne suit pas les recommandations de Wikipédia : il faut le « wikifier ».
Les points d'amélioration suivants sont les cas les plus fréquents :
- Les titres sont pré-formatés par le logiciel. Ils ne sont ni en capitales, ni en gras.
- Le texte ne doit pas être écrit en capitales (les noms de famille non plus), ni en gras, ni en italique, ni en « petit »…
- Le gras n'est utilisé que pour surligner le titre de l'article dans l'introduction, une seule fois.
- L'italique est rarement utilisé : mots en langue étrangère, titres d'œuvres, noms de bateaux, etc.
- Les citations ne sont pas en italique mais en corps de texte normal. Elles sont entourées par des guillemets français : « et ».
- Les listes à puces sont à éviter, des paragraphes rédigés étant largement préférés. Les tableaux sont à réserver à la présentation de données structurées (résultats, etc.).
- Les appels de note de bas de page (petits chiffres en exposant, introduits par l'outil «  Source ») sont à placer entre la fin de phrase et le point final[comme ça].
- Les liens internes (vers d'autres articles de Wikipédia) sont à choisir avec parcimonie. Créez des liens vers des articles approfondissant le sujet. Les termes génériques sans rapport avec le sujet sont à éviter, ainsi que les répétitions de liens vers un même terme.
- Les liens externes sont à placer uniquement dans une section « Liens externes », à la fin de l'article. Ces liens sont à choisir avec parcimonie suivant les règles définies. Si un lien sert de source à l'article, son insertion dans le texte est à faire par les notes de bas de page.
- La présentation des références doit suivre les conventions bibliographiques. Il est recommandé d'utiliser les modèles {{Ouvrage}}, {{Chapitre}}, {{Article}}, {{Lien web}} et/ou {{Bibliographie}}. Le mode d'édition visuel peut mettre en forme automatiquement les références.
- Insérer une infobox (cadre d'informations à droite) n'est pas obligatoire pour parachever la mise en page.

Pour une aide détaillée, merci de consulter Aide:Wikification.
Si vous pensez que ces points ont été résolus, vous pouvez retirer ce bandeau et améliorer la mise en forme d'un autre article.

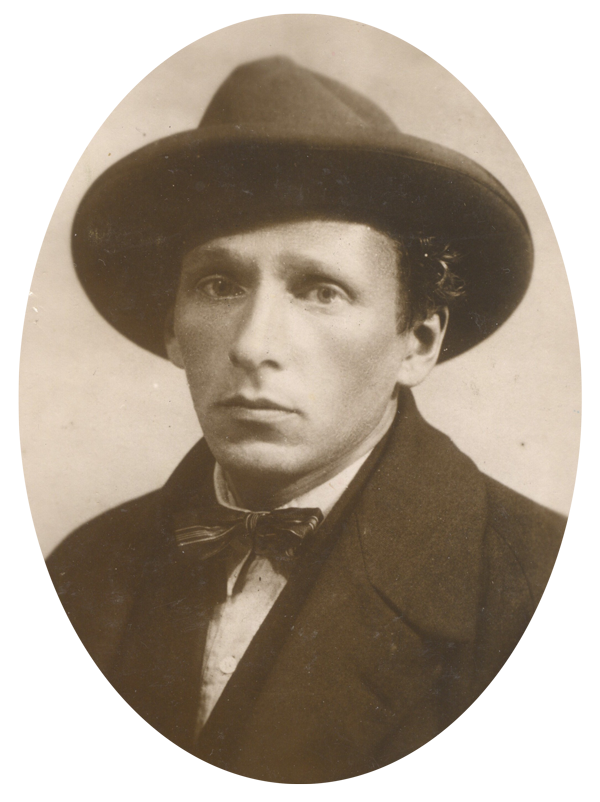
Portrait de Georgy Kouzmine

Les Éditions G.L. Kouzmine et S.D. Dolinsky sont une maison d'édition moscovite indépendante fondée par l'aviateur et photographe Georgy Kouzmine et le musicien Sergey Dolinsky en 1912.

## Histoire
Le premier livre publié par Georgy Kouzmine était la collection du groupe futuriste Une gifle au goût public. Le recueil a publié des poèmes de poètes futuristes - Velimir Khlebnikov, Vladimir Maïakovski (début), David Bourliouk, Alexei Kroutchenykh, Benedikt Livchits. Alexei Kroutchenykh dans son livre Notre sortie:vers l'histoire du futurisme russe rappelle: 

« À l'été 1912, avec Maïakovski, j'ai loué une datcha près de Petrovsko-Razumovsky. Juste là, à proximité, à 1 ou 2 maisons, vivaient l'aviateur G. Kouzmine et le musicien S. Dolinsky. Profitant du fait qu'ils étaient tous deux sincèrement intéressés par le nouvel art et nous traitaient très bien, Maïakovski a commencé à les persuader de publier notre idée originale - Une Gifle. Le livre était déjà prêt, mais le Valet de Carreau nous a trahis. Et Kouzmine, un pilote, un homme de premier plan, a déclaré:
- Je vais prendre un risque. Je parierai sur toi dans l'ordinaire!
Nous étions tous heureux.
- Hourra! L'aviation a gagné!
En effet, l'éditeur a gagné : Une Gifle s'est rapidement épuisé et était déjà vendu comme une rareté en 1913. »

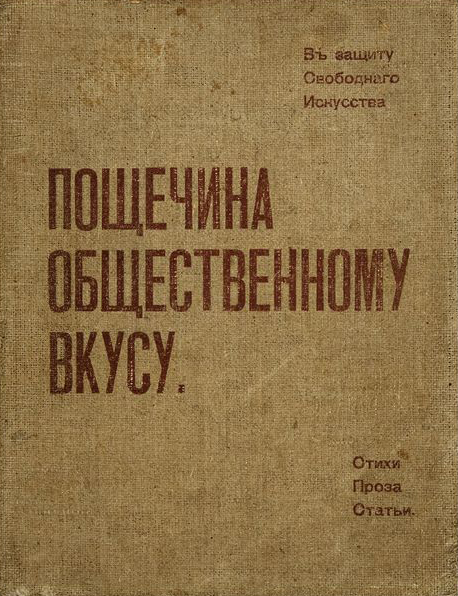
Une gifle au goût du public

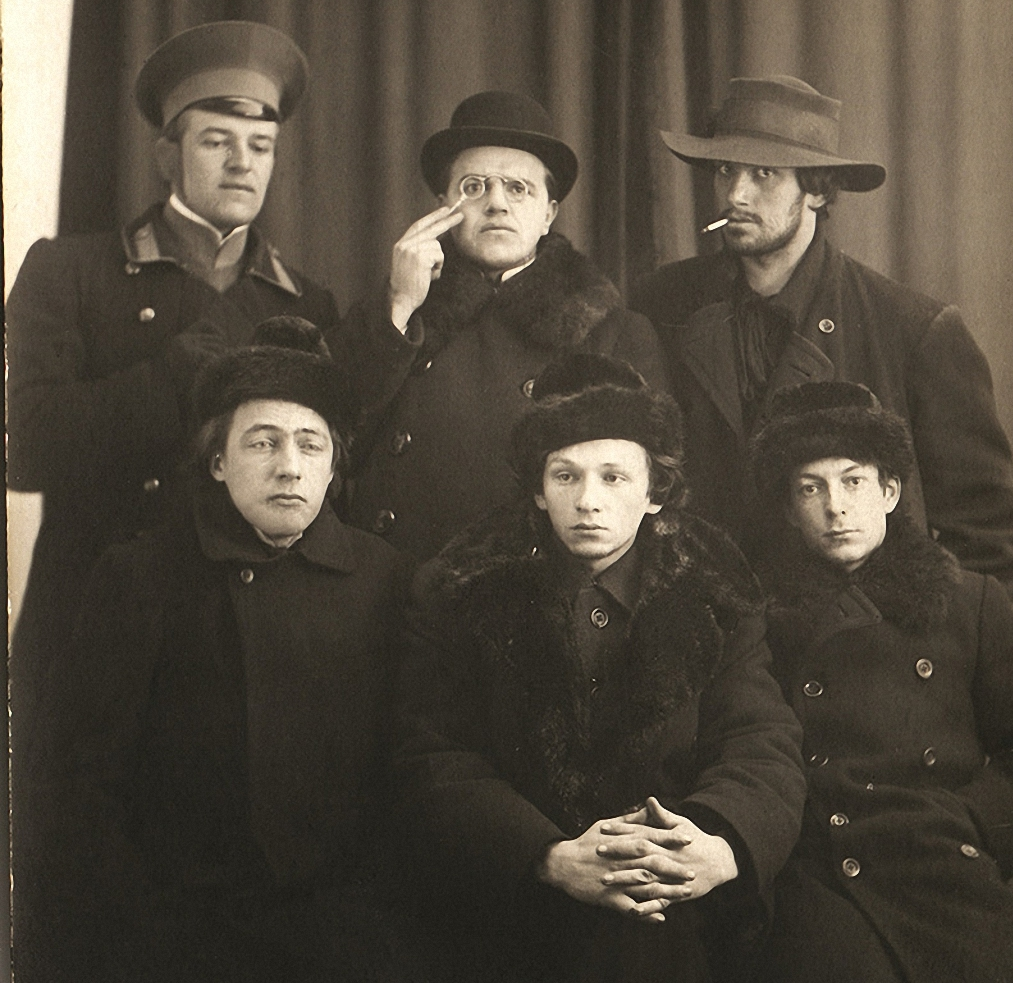
Photo pour le manifeste pour Une gifle au goût du public Assis : V. V. Khlebnikov, G. L. Kuzmin, S. D. Dolinsky Debout : N. D. Burliuk, D. D. Burliuk, V. V. Mayakovsky

A la veille de la sortie du livre, le célèbre Une gifle au goût du public a été publié. Sur la photographie accompagnant le manifeste, Georgy Kouzmine et Sergey Dolinsky occupent des sièges au premier rang.
Avec la publication Une gifle au goût du public a commencé la collaboration des frères Kouzmine et de S. Dolinsky avec des futuristes, en particulier avec la maison d'édition Alexei Kroutchenykh EUY, et a continué jusqu'en 1914. Les livres étaient imprimés en petites éditions (300 à 480 exemplaires) dans des institutions lithographiques de Moscou et de Saint-Pétersbourg. Les principaux clients de la maison d'édition étaient les futuristes eux-mêmes, qui faisaient partie du groupe Gileia. Les giléens appelaient leurs livres lithographiés auto-lettrage (selon les mots de Velimir Khlebnikov). Les artistes dessinaient non seulement des illustrations, mais aussi des polices de caractères. L'anti-livre futuriste a détruit les modèles esthétiques et les stéréotypes de perception avec du papier bon marché, des couvertures en carton et des reliures négligées.
Parmi les publications les plus célèbres de la maison d'édition G. L. Kouzmine et S. D. Dolinsky, on peut également citer la collection collective lithographiée des futuristes russes Mirskontsa avec des illustrations Nathalie Gontcharova, Michel Larionov, Vladimir Tatline et les œuvres de Alexei Kroutchenykh et Velimir Khlebnikov, anthologie Trebnik troikh, collection Pomada . La maison d'édition a également publié le premier recueil de poèmes de Vladimir Maïakovski Je.